# Tim Schenken

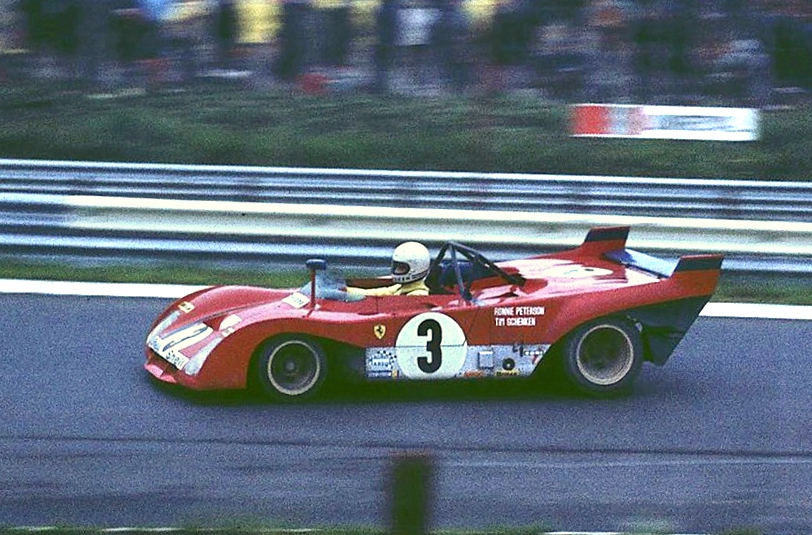
Schenken a bordo de un prototipo de Ferrari, en 1972.

Timothy Theodore Schenken (Sídney, 26 de septiembre de 1943) es un piloto de automovilismo australiano. Participó en 36 carreras de Fórmula 1, donde debutó el 16 de agosto de 1970, logró un podio, y anotó un total de 7 puntos de campeonato.
En 1974 cofundó la Tiga Race Cars en Gran Bretaña junto con el neozelandés Howden Ganley. Actualmente ejerce cada año como director de carrera de la Australian V8 Supercars Championship Series.
Está casado y tiene un hijo y una pareja de hijas gemelas idénticas.

## Resultados

### Fórmula 1
(Clave) (negrita indica pole position) (cursiva indica vuelta rápida)

| Año     | Escudería                    | 1     | 2       | 3      | 4       | 5       | 6       | 7       | 8       | 9       | 10      | 11      | 12      | 13      | 14     | 15      | Pos. | Puntos |
| ------- | ---------------------------- | ----- | ------- | ------ | ------- | ------- | ------- | ------- | ------- | ------- | ------- | ------- | ------- | ------- | ------ | ------- | ---- | ------ |
| 1970    | Frank Williams Racing Cars   | RSA   | ESP     | MON    | BEL     | NED     | FRA     | GBR     | GER     | AUT Ret | ITA Ret | CAN NC  | USA Ret | MEX     |        |         | NC   | 0      |
| 1971    | Motor Racing Developments    | RSA   | ESP 9   | MON 10 | NED Ret | FRA 12  | GBR 12  | GER 6   | AUT 3   | ITA Ret | CAN Ret | USA Ret |         |         |        |         | 14°  | 5      |
| 1972    | Brooke Bond Oxo Team Surtees | ARG 5 | RSA Ret | ESP 8  |         |         |         |         |         |         |         |         |         |         |        |         | 19°  | 2      |
| 1972    | Team Surtees                 |       |         |        | MON Ret | BEL Ret |         |         | GER 14  | AUT 11  | ITA Ret | CAN 7   | USA Ret |         |        |         | 19°  | 2      |
| 1972    | Flame Out-Team Surtees       |       |         |        |         |         | FRA 17  | GBR Ret |         |         |         |         |         |         |        |         | 19°  | 2      |
| 1973    | Frank Williams Racing Cars   | ARG   | BRA     | RSA    | ESP     | BEL     | MON     | SWE     | FRA     | GBR     | NED     | GER     | AUT     | ITA     | CAN 14 | USA     | NC   | 0      |
| 1974    | Trojan-Tauranac Racing       | ARG   | BRA     | RSA    | ESP 14  | BEL 10  | MON Ret | SWE     | NED DNQ | FRA     | GBR Ret | GER DNQ | AUT 10  | ITA Ret | CAN    |         | NC   | 0      |
| 1974    | John Player Team Lotus       |       |         |        |         |         |         |         |         |         |         |         |         |         |        | USA DSQ | NC   | 0      |
| Fuente: |                              |       |         |        |         |         |         |         |         |         |         |         |         |         |        |         |      |        |